# Ratpenat d'esquena nua de Davy
El ratpenat d'esquena nua de Davy (Pteronotus davyi) és una espècie de ratpenat que es pot trobar des del sud de la Baixa Califòrnia, a Mèxic, fins al nord-oest del Perú, i a Trinitat i Tobago i les Antilles del sud.

## Subespècies
- Pteronotus davyi davyi
- Pteronotus davyi fulvus
- Pteronotus davyi incae